# Stalia wielkooka
Artykuł ten został zgłoszony do umieszczenia na stronie głównej w rubryce „Czy wiesz”.
Pomóż nam go sprawdzić: oceń zgłoszoną nominację.
Stalia wielkooka (Himacerus boops) – gatunek pluskwiaka z podrzędu różnoskrzydłych, rodziny zażartkowatych i podrodziny Nabinae. Zamieszkuje Europę, Azję Środkową i Syberię.

## Taksonomia
Gatunek ten opisany został po raz pierwszy w 1870 roku przez Jørgena M.Ch. Schiødta na łamach „Naturhistorisk Tidsskrift” pod nazwą Nabis boops. Jako miejsce typowe wskazano wschodnie wybrzeże duńskiego Amageru. W 1872 roku umieszczony został przez Odo M. Reutera w nowym, monotypowym wówczas rodzaju Stalia, który współcześnie klasyfikowany jest zwykle jako podrodzaj w obrębie Himacerus.

## Morfologia
Pluskwiak o krępej budowy ciele długości od 6,5 do 8 mm. Ogólne ubarwienie jest szarawe, żółtawe lub brunatne, przy czym przez cały wierzch ciała biegną szeroko rozstawione trzy czarne pasy, wchodzące częściowo na wewnętrzne fragmenty listewki brzeżnej odwłoka.
Głowa odznacza się bardzo dużymi i mocno wyłupiastymi oczami o rozstawie równym ich szerokości, a u samic czasem mniejszym.
Przedplecze jest trochę sklepione, połyskujące, o prostych kątach tylnych. Półpokrywy są skrócone, o zaokrąglonych brzegach zewnętrznych i owalnych zakrywkach. Ubarwienie mają brunatne z jaśniejszymi krawędziami zewnętrznymi i żyłkami. Odnóża są dość mocnej budowy, w przypadku przedniej i środkowej pary o grubych i krótkich udach. Uda pary ostatniej mają zaczernioną część wierzchołkową, pozbawione są zaś ciemnych kropek czy kresek. Golenie mają na odsiebnych końcach wąskie obrączki czarnej barwy. 
Odwłok ma listewkę brzeżną uniesioną ku górze, niewydzieloną od spodu bruzdą, ubarwioną bladożółto. Przy bocznych brzegach sternitów leży szereg błyszczących kropek. U samca czwarty sternit zaopatrzony jest w wyrostek i dwa ząbki.

## Ekologia i występowanie
Owad ten zasiedla trawiaste tereny otwarte o skąpej roślinności. Spotykany jest na stanowiskach od bardzo suchych po podmokłe, na podłożach od kwaśnych po wapienne. Zasiedla m.in. nadmorskie i śródlądowe wydmy, solniska, wrzosowiska, kserotermiczne przesieki i polany oraz użytki zielone. Poluje na drobne bezkręgowce, w tym mszyce i roztocze. Żeruje głównie nocą, wspinając się wówczas nawet wysoko na rośliny. Dzień spędza na powierzchni gleby, pod kamieniami i u podstawy kęp traw.
Składane od sierpnia do jesieni na łodygach roślin jaja są stadium zimującym. Larwy klują się w maju i obserwować je można do końca lipca. Stadiów larwalnych jest pięć. Postacie dorosłe widuje się od początku lipca, a na cieplejszych terenach już od środka czerwca. Do rozrodu przystępują późnym latem i jesienią. Przeżywają nawet do listopada.
Gatunek pierwotnie palearktyczny należący do syberyjsko-atlantyckiego elementu faunistycznego. W Europie znany jest z Irlandii, Wielkiej Brytanii, Francji, Belgii, Holandii, Niemiec, Liechtensteinu, Austrii, Danii, Szwecji, Finlandii, Estonii, Polski, Czech, Słowacji, Węgier, Białorusi, Ukrainy,  Serbii, Czarnogóry, Kosowa, Albanii oraz europejskiej części Rosji. W Azji podawany jest z syberyjskiej części Rosji i Kazachstanu.